# Anolis bombiceps
Anolis bombiceps is een hagedis uit de familie anolissen (Dactyloidae).

## Naam en indeling
De wetenschappelijke naam van de soort werd voor het eerst voorgesteld door Edward Drinker Cope in 1876. De hagedis werd vroeger wel tot het geslacht Norops gerekend. Er zijn geen ondersoorten beschreven.

## Uiterlijke kenmerken
Bij de meeste anolissen worden de mannetjes groter dan de vrouwtjes maar bij deze soort is dat net andersom. De vrouwtjes worden tot 71 millimeter lang en de mannetjes tot 61 mm. De lichaamskleur is bruin, de keelwam van deze soort is blauw van kleur.

## Verspreiding en habitat
De soort komt voor in delen van Zuid-Amerika en leeft in de landen Brazilië, Colombia, Ecuador en Peru. Anolis bombiceps is een bodembewoner die voedsel zoekt in de strooisellaag. De hagedis komt zelden hoger dan een meter boven de bosbodem, in tegenstelling tot veel andere anolissen die juist echte klimmers zijn.